# Brunfelsia hydrangeiformis
Brunfelsia hydrangeiformis är en potatisväxtart. Brunfelsia hydrangeiformis ingår i släktet Brunfelsia och familjen potatisväxter.

## Underarter
Arten delas in i följande underarter:
- B. h. capitata
- B. h. hydrangeiformis

## Bildgalleri

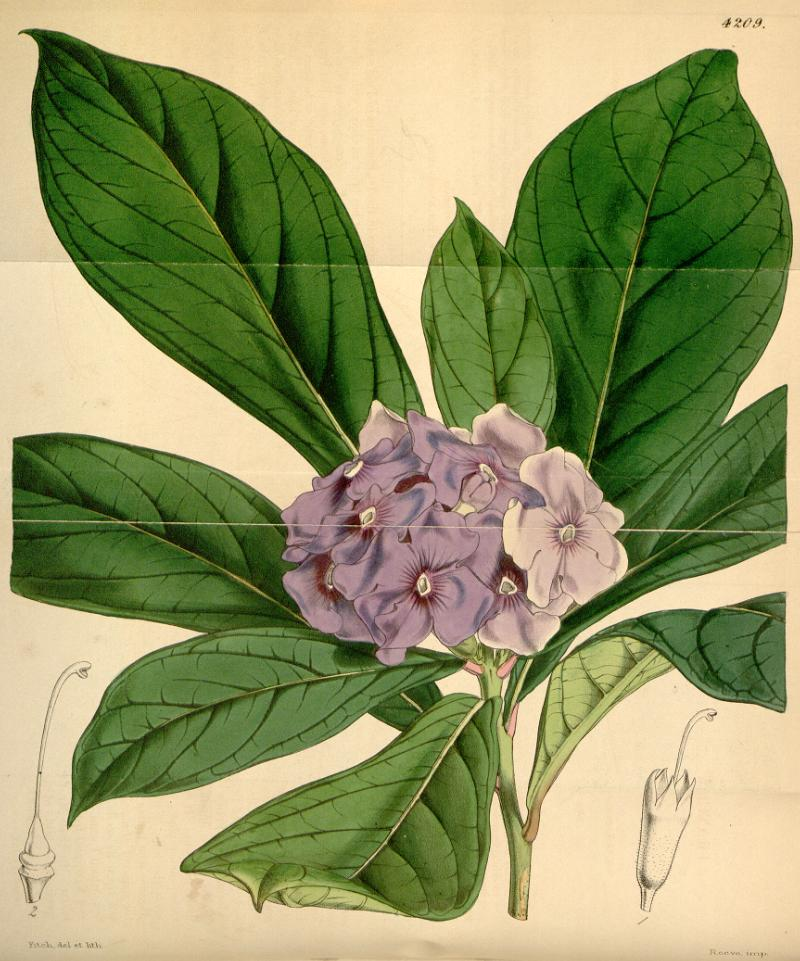